# Турув (Люблінське воєводство)
Турув (пол. Turów) — село в Польщі, у гміні Конколевниця Радинського повіту Люблінського воєводства. Населення — 1182 особи (2011).

## Історія
У часи входження до складу Російської імперії належало до Радинського повіту Сідлецької губернії.
За даними етнографічної експедиції 1869—1870 років під керівництвом Павла Чубинського, у селі переважно проживали польськомовні римо-католики, меншою мірою — греко-католики, які також розмовляли польською.
У 1975—1998 роках село належало до Білопідляського воєводства.

## Демографія
Демографічна структура станом на 31 березня 2011 року:
|          | Загалом | Допрацездатний вік | Працездатний вік | Постпрацездатний вік |
| -------- | ------- | ------------------ | ---------------- | -------------------- |
| Чоловіки | 589     | 123                | 398              | 68                   |
| Жінки    | 593     | 129                | 328              | 136                  |
| Разом    | 1182    | 252                | 726              | 204                  |